# Silvio Moser
Pour les articles homonymes, voir Moser.
Silvio Moser, né le 24 avril 1941 à Zurich et mort le 26 mai 1974 à Locarno à la suite d'un accident en course lors des 1 000 kilomètres de Monza, était un pilote automobile suisse. Moser a disputé douze Grands prix de Formule 1 entre 1967 et 1971 et a inscrit un total de trois points en championnat du monde.

## Biographie
Silvio Moser débute en compétition automobile en disputant des épreuves locales au volant de sa Jaguar XK 120 dès 1961. En 1962, il s’essaye à la Formule Junior et remporte une épreuve au volant de sa Lotus. Toutefois, il dispute surtout des épreuves sur neige et des courses de côtes.
En 1963, il acquiert une Brabham de Formule Junior et s’expatrie en Argentine disputer la Temporada. Il remporte les quatre épreuves de la saison et devient champion. En 1964, il conserve son châssis de Formule Junior mais achète un moteur correspondant à la réglementation de la Formule 3 pour pouvoir disputer les deux championnats en parallèle. Il remporte de multiples succès dans les deux disciplines et choisit de passer à la Formule 2 en 1965.
Moser monte sa propre structure privée, le Silvio Moser Racing Team et achète une F2 Brabham pour s’engager en championnat d’Europe. Mais il conserve son moteur de Formule 3 pour pouvoir jongler entre les deux disciplines, comme il le faisait avec la Junior et la Formule 3. Comme précédemment, Silvio enchaîne les bons résultats tant en F3 qu'en Formule 2. En 1967, il remporte avec Clay Regazzoni la coupe des nations de F3 au volant d’une Tecno TF67. C’est également cette année qu’il débute en Formule 1 au Grand Prix de Grande-Bretagne au sein du Team Vögele.
Charles Vögele lui confie le volant d’une Cooper-A-T-S T77 complètement hors du coup qu’il parvient toutefois à qualifier en 20e et avant-dernière place, juste devant Guy Ligier. Moser est contraint à l'abandon au vingt-neuvième tour sur baisse de pression d’huile.
En 1968, le Team Vögele engage une Brabham BT20 ex-usine motorisée par un Repco plus fringant. En cinq engagements, Moser se qualifie à deux reprises (en 17e place aux Pays-Bas puis en 19e  lors de l’épreuve de Grande-Bretagne). Il réussit à se classer cinquième du GP de Zandvoort où Jackie Stewart permet à Matra de remporter sa première course en tant que constructeur. 

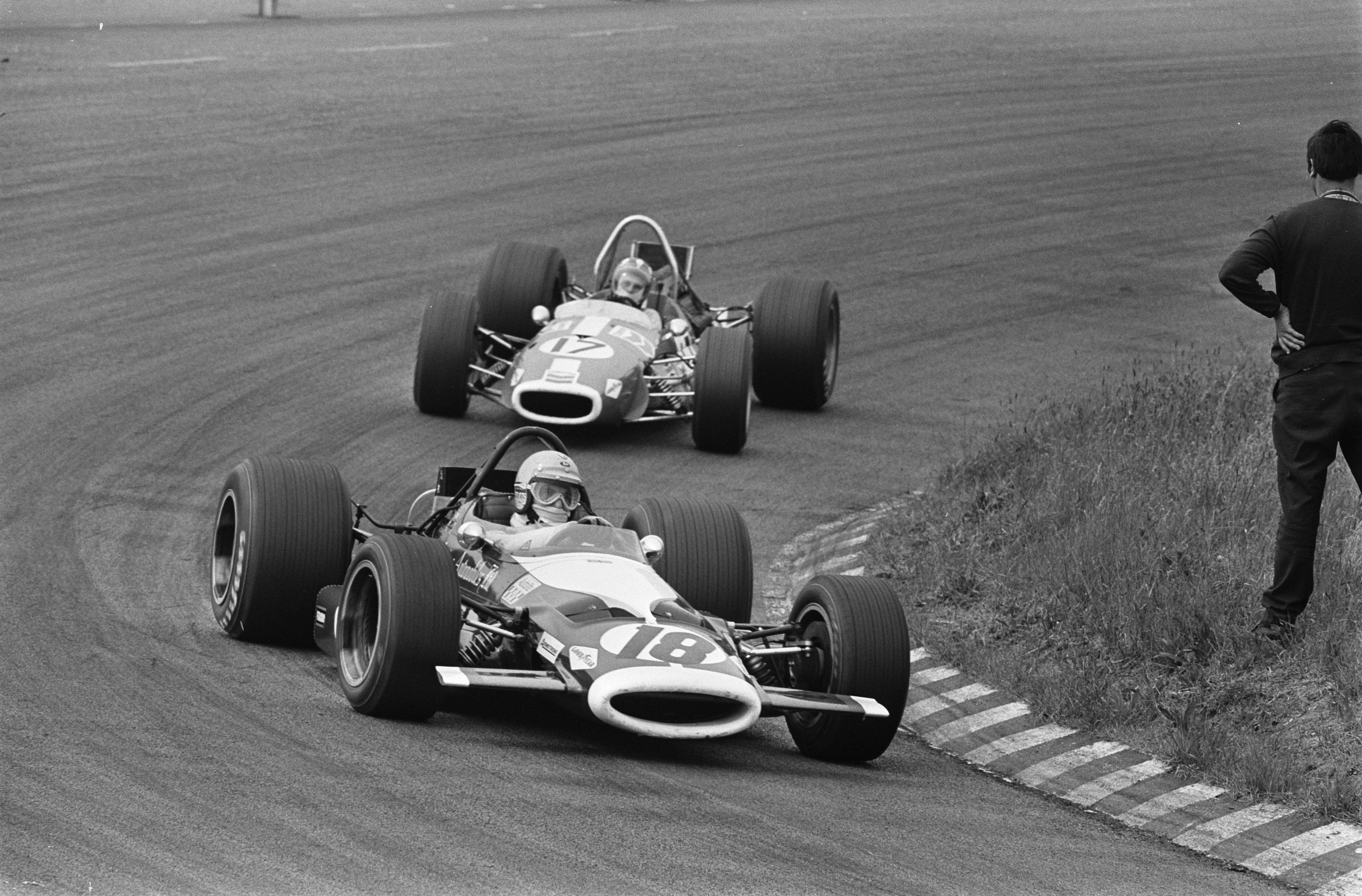
Silvio Moser poursuivant Vic Elford au GP des Pays-Bas 1969.

En 1969, Moser rachète l’écurie Vögele pour le compte de laquelle il courait et la rebaptise Silvio Moser Racing Team. Il engage une Brabham BT24 motorisée par un V8 Cosworth au volant de laquelle il décroche à sept reprises sa qualification et inscrit un point lors du Grand Prix des États-Unis à Watkins Glen. 
En 1970, Moser est contraint de passer à l’échelon supérieur en devenant constructeur à part entière car le changement de réglementation (châssis monocoque obligatoire avec réservoir d’essence souple) l'empêche d’engager un ancien châssis Brabham comme à son habitude. Moser entre en contact avec Guglielmo Bellasi et le Silvio Moser Racing Team-Bellasi est engagé au championnat du monde. La Bellasi F1 70 dispose d’un châssis monocoque en aluminium et est motorisée par un V8 Cosworth. La monoplace n’est pas prête à temps pour disputer les premières courses de la saison. Silvio Moser fait ses premiers tours de roue avec sa monture lors du GP des Pays-Bas mais ne réalise que le 24e et dernier temps des essais qualificatifs et ne peut pas prendre part à la course. Il en est de même lors du GP de France où il échoue à quelques dixièmes de seconde du temps du dernier qualifié Graham Hill. L’écurie, qui engage des frais sans retour sur investissement, commence à ressentir des difficultés financières et ne peut pas payer la prime d’engagement au Grand Prix de Grande-Bretagne. Moser manque encore sa qualification pour le Grand Prix d'Allemagne mais la délivrance arrive en Autriche où il se qualifie à la vingt-quatrième et dernière place sur la grille. Il abandonne au bout de treize tours à la suite d'une surchauffe moteur. Moser rate encore une fois sa qualification lors de l’épreuve italienne disputée à Monza et renonce à la tournée extra-européenne de fin de saison.
En 1971, la Bellasi ne prend part qu’à son Grand Prix national où Moser se qualifie en vingt-deuxième position avant de renoncer en course sur bris de suspension au cinquième tour. Il s’agit du dernier Grand Prix d'une Bellasi et de Silvio Moser.
En 1972, Moser retourne en Formule 2 au sein du Jolly Club Suisse qui engage une Brabham mais ne retrouve plus la voie du succès. Il obtient une seconde place au GP de Monza comme meilleur résultat de l’année. En 1974 Moser entre en contact avec l’écurie privée Bretscher Team qui doit engager des Brabham BT42 ex-usine pour quelques GP de Formule 1 (au moins Espagne et Belgique) et l’assurer d’un programme complet en F2 avec un châssis March. Malheureusement, une semaine avant d’effectuer son retour dans la discipline reine, le lendemain de son anniversaire, il est victime d’un terrible accident au volant d’une Lola T294 lors des 1 000 kilomètres de Monza. La Lola quitte la piste à la suite d'un bris de suspension et s’encastre dans une voiture en panne immobilisée sur le bas-côté du circuit. Silvio Moser est évacué du circuit en état de mort cérébrale et conduit à l’hôpital de Locarno où il décède un mois plus tard. Son nom reste attaché aux courses car sa Brabham BT36 court toujours aux mains de Luciano Arnold dans le Championnat Européen.

## Résultats en championnat du monde de Formule 1
| Saison | Écurie                   | Châssis       | Moteur      | Pneus    | GP disputés | Points inscrits | Classement |
| ------ | ------------------------ | ------------- | ----------- | -------- | ----------- | --------------- | ---------- |
| 1967   | Charles Vögele Racing    | Cooper T77    | ATS V8      | Dunlop   | 1           | 0               | n.c.       |
| 1968   | Charles Vögele Racing    | Brabham BT20  | Repco V8    | Goodyear | 2           | 2               | 24e        |
| 1969   | Silvio Moser Racing Team | Brabham BT24  | Cosworth V8 | Goodyear | 7           | 1               | 16e        |
| 1970   | Silvio Moser Racing Team | Bellasi F1 70 | Cosworth V8 | Goodyear | 1           | 0               | n.c.       |
| 1971   | Jolly Club Switzerland   | Bellasi F1 70 | Cosworth V8 | Goodyear | 1           | 0               | n.c.       |